# إعصار فينس (2005)
إعصار فينس (بالإنجليزية: Hurricane Vince)‏ إعصار غير عادي بدأ في شمال شرق المحيط الأطلسي. وكان جزء من موسم أعاصير المحيط الأطلسي عام 2005. كان يعتقد أن تكون المياه باردة جدا لتكون الأعاصير المدارية . وكان فينس العاصفة المسماة الـ20 والإعصار الـ12 في الموسم .
العاصفة التي أصبحت فينس بدأت باعتبارها إعصار خارج المدار . أصبح عاصفة شبه استوائية في 8 أكتوبر إلى الجنوب الشرقي من جزر الأزور . وكان المركز الوطني للأعاصير ( NHC ) لا ي، عطي رسميا العاصفة اسم حتى اليوم التالي . نمت فينس لتتحول إلى إعصار قبل البدء في الضعف في البحر في 11 تشرين الأول، فقد كان من اليابسة في شبه الجزيرة الإيبيرية في إسبانيا. في ذلك الوقت، كان منخفض استوائي . ربما كانت العاصفة الأولى التي ضربت المنطقة منذ إعصار 1842. توفي فينس على مدى إسبانيا. ومع ذلك، تراجعت الأمطار في البلاد. ما تبقى من العاصفة مرت في البحر الأبيض المتوسط.

## تاريخ الرصد الجوي
مسار العاصفة
في 5 تشرين الأول، تم استيعاب العاصفة التي تعرف الآن باسم جزر الأزور العاصفة شبه الاستوائية عام 2005 من قبل منطقة ضغط منخفض آخر. ثم بدأت في تطوير وتصبح أكثر تنظيما. أصبح إعصار استوائي في وقت مبكر في أكتوبر 8. وكانت العاصفة 580 ميلا (930 كم) جنوب شرق اجيس في جزر الأزور. والمركز القومي للاعاصير (NHC) لم يذكر اسم نظام فينس في ذلك الوقت، لأن المياه هنا كان يعتقد أن تكون باردة جدا لالأعاصير الاستوائية أو شبه الاستوائية في الوجود. العاصفة الاستوائية أصبح ببطء أكثر، مع مركز دافئ. أصبح عاصفة استوائية في اليوم التالي في برودة الماء من 24 °C (75 °F)، أبرد من 26.5 °C (80 °F) اللازمة عادة لعواصف استوائية.
بعد أن أصبح عاصفة استوائية، كان بالعين وافتتاح واضحا في قلب العاصفة.  يدعى NHC أنه العاصفة الاستوائية فينس، ولكن في ذلك الوقت، ولم يعرف ما إذا كان فينس الاستوائية أوأصبح أقوى عاصفة... وصلت إلى أعلى قوتها في أكتوبر 9. في ذلك الوقت، كان سرعة الرياح 75 ميلا في الساعة (120 كم / ساعة)، وهو ضعيف جدا الفئة 1 الاعصار على سافير-سيمبسون إعصار شبه الاستوائية . وأظهر تحليل لاحق من العاصفة التي فينس أصبح الاستوائية قبل أنه تم إعطاء اسم وأصبحت العين العاصفة أكثر استقرت، وكان يبلغ قطرها 15 ميل (25 كم) أيضا مقياس. وقال أحد NHC الارصاد الجوية أن «إذا كان يبدو وكأنه إعصار، وربما هو، على الرغم من بيئتها، والمكان غير عادي». 
بدأ إعصار فينس بسرعة لإضعاف لأن القص الرياح بدأ يضعف ذلك. ضعف فينس إلى عاصفة مدارية. وهناك نوع من نظام الطقس يسمى انتقل حوض نحو فينس من الشمال الغربي وسحبت العواصف الرعدية المتعلقة فينس بعيدا عن العاصفة، ومركزها انتقل بسرعة إلى الشرق. في يوم 10 أكتوبر، وهما رشقات نارية قصيرة من العواصف الرعدية فاجأت المتنبئين. ومع ذلك، لأن الماء كان باردا جدا، وأبقت العاصفة ضعف. أصبح فينس أضعف كما جاءت أقرب إلى شبه الجزيرة الإيبيرية. أصبح منخفض استوائي في أكتوبر 11. وكان هذا فقط قبل أن اليابسة في هويلفا، إسبانيا. من منخفض استوائي سريعة الحركة توفي بسرعة على الأرض. ما تبقى من الإعصار انتقل عبر جنوب إسبانيا. إنها انتقلت إلى البحر المتوسط جنوب اليكانتي في وقت مبكر في أكتوبر 12.

## الاستعدادات
هذا الخزان في قرطبة، إسبانيا كان واحد من العديد التي استفادت من الأمطار في غير أوانه إعصار فينس.
مركز الإسبانية للتنسيق في حالات الطوارئ المعلنة المطر قبل الطوارئ لكاستيون. وكانوا يخشون أن إعصار فينس شأنه أن يجلب الأمطار التي من شأنها إغراق المنطقة. أصدر المعهد الوطني للالأرصاد الجوية (الحركة الوطنية العراقية) نشرة. وحذر من فرصة 40٪ من الفيضانات. أصدرت أربع مناطق الحكم الذاتي (أستورياس، كاتالونيا، منطقة قشتالة وليون وغاليسيا) تحذيرات الفيضانات. أصدر جزر الكناري تحذيرا الرياح. ذهبت أساطيل الصيد من إسبانيا قبالة الساحل الأندلسي إلى الميناء. تم ضرب من قبل العاصفة بينما كانت السفينة راسية. لم العاصفة لم تصل لهم في المحيطات المفتوحة. 
قد إسبانيا تحارب الجفاف سجل في ذلك العام. ورحبوا الأمطار التي رفعتها بقايا فينس. في يومين جلبت العاصفة الكثير من المطر إلى لا كورونيا. خففت هذه مستويات المياه تغرق في الخزانات. ولكن هذا تسبب أيضا حركة المرور سيئة والفيضانات الصغيرة. وفي محافظة قرطبة، وA-303، A-306 و OC-293 الطرق وغمرت المياه بعض الشيء. تم حجب مدخل جامعة سانتياغو دي كومبوستيلا لبعض الوقت. تم حظرها من قبل مياه الفيضانات في أكتوبر 11. وقد غمرت دوار قريب.  ووقعت أضرار محدودة. لا أحد لقوا حتفهم في العاصفة. وكانت أعلى رياح تقريرا عن الأرض 48 ميلا في الساعة (77 كم / ساعة). تم الإبلاغ عن هذه الرياح على حلبة خيريز في إسبانيا. وذكرت بعض السفن رياح أقوى. كان هطول الأمطار نتيجة الإعصار مثل الأمطار العادية من الأنظمة المعتدلة. انخفضت احدة فقط لمدة بوصة (25 إلى 50 ملم) من المطر. باستخدام الكلمات من أغنية في فيلم ماي فير ليدي، مركز الاعاصير الوطني المتنبئ جيمس فرانكلين في تقرير وتسمية [التغ]ر الأعاصير المدارية لكتب فينس «، وكان المطر في إسبانيا أقل بشكل رئيسي من 2 بوصة، على الرغم 3.30 بوصة (84 مم) انخفضت في سهل في قرطبة».

### السجلات
إعصار فينس على 9 أكتوبر 2005 إلى الشمال الغربي من جزر ماديرا. وعلى سبيل المقارنة، الجزيرة الرئيسية للMadeiras (أكبر جزيرة) حوالي 30 ميلا (57 كم) لفترة طويلة.
بدأ إعصار فينس في مكان غريب، حيث لم يتم العثور الأعاصير المدارية عادة.ومع ذلك، فإنه لا يحمل أي سجلات مهمة. العاصفة الاستوائية البرتو من 1988 فصل شكلت أبعد إلى الشمال من أي عاصفة أخرى، على 41.5 ° N. أيضا، إعصار الزنجبيل موسم 1967 شكلت 18.1 في ° W، أقصى شرق أي الأعاصير المدارية. أصبح إعصار فينس إعصار إلى الشرق من أي عاصفة معروفة، على 18.9 ° W. يصبح عاصفة استوائية إلى إعصار عندما تنمو بسرعة الرياح أعلى من 74 ميلا في الساعة (119 كم / ساعة).
قال المركز الوطني للاعاصير أن فينس كان أول الأعاصير المدارية يعرف لتصل إلى شبه الجزيرة الإيبيرية.ومع ذلك، تدعي بعض الوثائق أن 1842 إسبانيا الإعصار ضرب شبه الجزيرة الايبيرية في 29 أكتوبر 1842. وهذا الإعصار قد يكون أقوى. وفي الآونة الأخيرة، العاصفة الاستوائية غريس شكلت أبعد إلى الشمال من فينس. 
عندما بدأت شبه الاستوائية العاصفة فينس في 8 تشرين الأول، كان أقرب في موسم واحد أن الحادية والعشرين العاصفة الاستوائية أو شبه الاستوائية شكلت. كان عليه قبل 38 يوما من السجل قبل ذلك، والذي وضعته العاصفة الاستوائية 21 من موسم 1933. لأن فينس لم تسبب ضررا سيئة، إلا أن المنظمة العالمية للأرصاد الجوية لن يتقاعد (التوقف عن استخدام) اسم فينس. وسيكون على قائمة أسماء لموسم 2011.

## وصلات خارجية
- Hurricane Vince on track for Europe}}
- The NHC's archive on Hurricane Vince
- The NHC's Tropical Cyclone Report on Hurricane Vince (PDF)
- (بالإسبانية) Especial -> Huracán Vince: seguimiento, fotos, datos, opiniones sobre origen